# Görgey Mihály
Görgey Mihály (Nagykároly, 1919. július 9. – Budapest, 1977. május 15.) jogász, az állam- és jogtudományok kandidátusa (1962).

## Életpályája
Elemi és középiskolai tanulmányait Nagykárolyban és Nagyváradon végezte el. 1937-ben érettségizett a nagyváradi Emanuil Gojdu Líceumban (honosító érettségi vizsgát tett: Budapest, 1937). 1939–1942 között a Belügyminisztérium Közjogi, illetve Állampolgársági Jogi Osztályának gyakornoka és előadója volt. 1941-ben a budapesti Pázmány Péter Tudományegyetemen végbizonyítványt szerzett. 1941-ben a kolozsvári Ferenc József Tudományegyetemen jogtudományi doktori diplomát kapott. 1942–1948 között az Angol-Magyar Bank Jogi Osztályának tisztviselője volt. 1943–1945 között a II. világháborúban póttartalékos szolgálatot teljesített. 1945–1948 között a Polgári Demokrata Párt, majd a Magyar Radikális Párt tagja volt. 1946-ban, Budapesten egységes bírói-ügyvédi vizsgát tett. 1948–1952 között a Gazdasági Főtanács Központi Döntőbizottsága osztályvezetője, 1952–1973 között vezető döntőbírója volt. 1951–1956 között az Országos Ügyvédi Kamarák Vizsgáztató Bizottsága és a Döntőbizottsági Vizsgáztató Bizottság tagja volt. 1952-ben az Országos Tervhivatal Titkárságának osztályvezetője is volt. 1955–1956 között az ELTE ÁJTK-n a döntőbizottsági gyakorlat előadó tanára volt. 1970-től tagja volt a Döntőbíráskodás című folyóirat szerkesztőbizottságának. 1973–1977 között a Legfelsőbb Bíróság Gazdasági Kollégiumának vezetője volt.

### Munkássága
Az államosításokat követő adósságrendezésekkel kapcsolatos jogvitákat intézte, majd a szerződési rendszer, a döntőbíráskodási szervezet és eljárás kialakításán, színvonalának emelésén, a jogegység biztosításán tevékenykedett. Jogszabályok előkészítésében vett részt.

## Családja
Szülei: Görgey József kereskedősegéd és Pengász Terézia voltak. Felesége, Montbach Angéla volt. Fia: Görgey Csaba (1955–).

## Művei
- A Közületi Döntőbizottság elvi határozatai (I–II. kötet; összeállította: Aczél Györggyel; Budapest, 1951–1952)
- A szállítási szerződések újabb szabályozásának elvi kérdései. 1–2. (Jogtudományi Közlöny, 1952)
- A minisztériumi szerződés. 1–3. (Jogtudományi Közlöny, 1953)
- Felelősség a termékek minőségéért a szállítási szerződések körében (Budapest, 1954)
- A Központi Döntőbizottság elvi határozatai és közleményei (I–II. kötet; összeállította: Aczél Györggyel; Budapest, 1954)
- Szerződési rendszerünk fejlődésének egyes kérdései (Jogtudományi Közlöny, 1956)
- A Központi Döntőbizottság elvi határozatai és közleményei (I–II. kötet, 1948–1956. összeállította: Havasi Győzővel; Budapest, 1957)
- A minőség védelme a szállítási szerződések körében (Kandidátusi értekezés; Budapest, 1960)
- A kellékhiba és a veszélyátszállás összefüggése, különös tekintettel a szállítási szerződésre (Jogtudományi Közlöny, 1962)
- A Központi Döntőbizottság elvi határozatai és iránymutatásai. 1948–1962 (Összeállította: Havasi Győzővel; Budapest, 1964)
- A szállítási szerződések szabályai (összeállította; Kis jogszabály; Budapest, 1967)
- A szállítási szerződések új szabályozásának egyes gyakorlati kérdései (A Kecskeméti Jogásznapok előadássorozatának anyaga, 1967)
- Szocialista gazdálkodásunk szerződési rendszerének alakulása (Jogtudományi Közlöny, 1968)
- A gazdasági döntőbizottságok joggyakorlata. Elvi határozatok, állásfoglalások, jogesetek. 1948–1969 (összeállította: Havasi Győzővel; Budapest, 1970)[2]
- Polgári, gazdasági és munkaügyi elvi határozatok. A Magyar Népköztársaság Legfelsőbb Bíróságának irányelvei, elvi döntései és állásfoglalásai (Szerkesztette; Budapest, 1976)[3]

## Díjai
- Magyar Népköztársasági Érdemérem (1952)
- Szocialista Munkáért (1957)